# Justinas Lekavicius
Justinas Lekavicius, znany pod pseudonimem „jL”, (ur. 29 września 1999) – litewski zawodowy gracz serii gier Counter-Strike reprezentujący drużynę Natus Vincere. Zwycięzca i najlepszy zawodnik PGL CS2 Major Copenhagen 2024.

## Kariera
W marcu 2024 roku w barwach Natus Vincere zwyciężył PGL CS2 Major Copenhagen 2024. Jego zespół pokonał w finale FaZe 2-1 (Ancient 13-9, Mirage 2-13, Inferno 13-3), a Litwin został wybrany "najlepszym zawodnikiem turnieju".

## Sukcesy

### Natus Vincere
- PGL CS2 Major Copenhagen 2024
- Esports World Cup 2024
- ESL Pro League Season 20
- IEM Rio 2024

### Indywidualne
- MVP PGL CS2 Major Copenhagen 2024
- MVP ESL Pro League Season 20